# Françafrique (téléfilm)
Pour les articles homonymes, voir Françafrique (homonymie).
Pour plus de détails, voir Fiche technique et Distribution.
Françafrique est un film documentaire français de Patrick Benquet, consacré aux relations spéciales entre le pouvoir français et les anciennes colonies africaines, après l'indépendance acquise par ces territoires. Le documentaire a été remarqué notamment par les témoignages, qu'il inclut, d'anciens intervenants.

## Synopsis
Cinquante ans avant ce documentaire, en 1960, les colonies françaises d'Afrique noire devenaient indépendantes. Mais indépendance ne signifie pas pour le pouvoir français de perdre tout contrôle et influence : le général de Gaulle confie à Jacques Foccart la mise en place d'un système qui vise à garder, par des moyens, légaux ou illégaux, le contrôle des anciennes colonies françaises dont les matières premières, et le pétrole en particulier, sont importantes pour la France.
Ce système va être appelé la « Françafrique », bien que ce néologisme ait été inventé en 1955 par Félix Houphouët-Boigny pour désigner autre chose à l'époque, un espoir de collaboration harmonieuse entre la métropole et ses colonies du continent africain.
Ces deux films de 80 minutes, montrent la cohérence d'un certain nombre d'évènements : la guerre du Biafra, les actions semi-officielles du mercenaire Bob Denard, l'affaire des diamants de Giscard d'Estaing offerts par Bokassa, les guerres civiles de la République du Congo et de l'Angola, l'affaire Elf, la révocation du ministre Jean-Marie Bockel à la demande d'Omar Bongo, l'uranium du Niger etc,.
Derrière ces évènements, il y a, de De Gaulle à Sarkozy, en passant par François Mitterrand, une logique impitoyable de soutien à des dictatures africaines, d'élections truquées, de crimes politiques et de valises de billets traversant les frontières.
Ces films révèlent un monde secret où, en dehors de tout contrôle parlementaire ou gouvernemental, des modes d'action souvent illégaux sont utilisés pour maintenir au pouvoir des chefs d'État africains dévoués à la France. Un monde où des sommes d'argent alimentent clandestinement des réseaux d'enrichissement personnel et de financement de partis politiques. Un affairisme et une corruption pilotés par le pouvoir français, un argent qui va finir par gangréner la société française.
Ces films donnent la parole à des acteurs historiques français qui ne s'étaient jamais exprimés : «Messieurs Afrique» de l'Élysée, responsables de services secrets français, ambassadeurs, hommes de main, baroudeurs, ministres de la coopération, hommes de l'ombre... Tels Michel de Bonnecorse, un des «Monsieur Afrique» de Jacques Chirac qui y indique que les résultats de l'élection présidentielle de 2009 au Gabon ont été « quasiment inversés ». Ou Maurice Delauney, « entièrement dévoué à m’sieur Foccart », et qui explique dans ce documentaire, quelques mois avant sa mort, que, de son point de vue, « Il y a des moments où la politique passe avant la morale »,.

## Principaux acteurs
- Maurice Delauney[7] (1919-2009) : Formé à la « coloniale », l'École Nationale de la France d'Outre-mer, il fut le prototype de ces serviteurs de l'État qui ont géré l'empire africain sans état d'âme, justifiant les opérations illégales au nom de la « raison d'État ». Se définissant lui-même comme un « homme de Foccart », il fut chargé de la grande répression des indépendantistes au Cameroun à la fin des années cinquante. Ambassadeur au Gabon à deux reprises, il organisa la montée au pouvoir d'Omar Bongo. Il géra depuis Libreville l'intervention française au Biafra. Il dirigea et protégea le mercenaire Bob Denard en particulier pour les opérations de déstabilisation au Bénin. Il fut le témoin des mouvements de fonds clandestins entre l'Afrique et les responsables français. Il organisa les safaris africains du président Valéry Giscard d'Estaing.
- Maurice Robert[7] (1919-2005) : En tant que responsable du secteur Afrique, il fut l'homme de main de Jacques Foccart au sein du SDECE, les services secrets français. De l'intervention de la France au Biafra à la déstabilisation de la Guinée ou du Bénin en passant par la mise au pouvoir de Bongo, il fut l'exécuteur en chef de la politique secrète de la France en Afrique. Débarqué des services secrets français il fut immédiatement embauché dans les services de renseignements chez Elf et finira par être nommé ambassadeur au Gabon à la demande expresse d'Omar Bongo avant de terminer sa carrière de nouveau chez Elf.
- Albin Chalandon[9] : PDG de Elf de 1977 à 1983, il conforta le rôle du Gabon comme premier fournisseur de pétrole de la France et entreprit de fructueuses négociations avec la République du Congo, pourtant dirigé par le pro communiste Denis Sassou-Nguesso. Il distribua généreusement les enveloppes pour le financement des campagnes électorales de tous les grands partis politiques aussi bien de droite que de gauche.
- Loïk Le Floch-Prigent[7] : Président-directeur général d'Elf, du 28 juin 1989 au 3 août 1993, il fut l'instrument consentant du Président François Mitterrand qui poursuivit la pratique des financements occultes des partis politiques par l'agent secret du pétrole. Dans le scandale de l'affaire Elf, il fut la victime collatérale de la tentative balladurienne de prise du pouvoir présidentiel. Au nom de la raison d’État, il justifia les pratiques occultes de la compagnie pétrolière et en particulier le financement par Elf des guerres civiles en République du Congo et en Angola dans le cadre de la stratégie pétrolière de sa compagnie.
- Eva Joly[7],[9] : Juge d'instruction de l'affaire Elf, elle démonta les mécanismes de corruption et de financements occultes générés par l'argent du pétrole.
- Robert Bourgi[8],[9] : Avocat d'affaires, conseiller personnel de plusieurs présidents du continent noir, il travailla dans l'ombre des relations franco-africaines d'abord pour Jacques Chirac et Dominique de Villepin puis pour Nicolas Sarkozy qu'il initia aux réseaux africains. Se définissant lui-même comme le « fils spirituel de Jacques Foccart », il est considéré aujourd'hui comme l'homme le plus influent des réseaux françafricains.

## Fiche technique
- Un film écrit et réalisé par Patrick Benquet
- Conseiller historique : Antoine Glaser
- Montage : Françoise Tubaut
- Documentaliste : Mathilde Guinard
- Musique originale : Christophe Marejano
- Images : Christophe Michelet
- Producteurs : Jean Labib, Anne Labro
- Une production Compagnie des Phares et Balises en coproduction avec l'INA
- Langue : français

## Palmarès
- Lauréat du documentaire du club audiovisuel de Paris - mars 2011
- Sélection FIGRA Ep1 La Raison d'État en hors compétition - mars 2011
- Sélection FIGRA Ep2 L'Argent Roi en compétition internationale, mention spéciale du jury - mars 2011 [10]
- Sélection FIPA : En hors compétition - janvier 2011
- Sélection Festival International du film d'histoire de Pessac : En compétition - novembre 2010 (diffusé en avant première)